# محمد مسعد
محمد مسد (عربی: محمد مسعد المولد)؛ زادهٔ ۱۷ فوریهٔ ۱۹۸۳ یک بازیکن فوتبال اهل عربستان سعودی است.
وی همچنین در تیم ملی فوتبال عربستان سعودی بازی کرده‌است.